# Shawn Jackson
Shawn Jackson (* 6. September 2000 in Staten Island, New York) ist ein US-amerikanischer Tennisspieler.

## Karriere
Jackson begann 2018 ein Studium im Fach Biologie an der Hofstra University im Bundesstaat New York. Dort spielte er College Tennis im Team der Hochschule. In seiner ersten Saison dort hatte er eine Bilanz von 27:11. Nach seinem Abschluss möchte er sich an einer Medizinschule einschreiben.
Nachdem er noch kein Match auf Junior- oder Profiebene gespielt hatte, bekam er Anfang 2020 an der Seite seines Kommilitonen Ostap Kowalenko eine Wildcard für das Doppelfeld der New York Open zugesprochen, ein Event der ATP Tour. Gegen die Paarung aus Robert Lindstedt und Tennys Sandgren gelang ihnen nur ein Spielgewinn. In der Tennisweltrangliste war Jackson bislang nicht platziert.